# Hans Feher
Hans Feher, in den USA: John Anthony Feher (* 14. September 1922 als Johannes Weiß in Wien; † 1. April 1958 in Los Angeles, Vereinigte Staaten) war ein austro-USamerikanischer Schauspieler.

## Leben
Der Sohn des Schauspielers und Regisseurs Friedrich Feher und dessen Frau Magda Sonja wurde als Achtjähriger von seinen Eltern mit Beginn der Tonfilmära erstmals vor die Kamera geholt. Hans Feher spielte während der 30er Jahre in seiner kurzen Leinwandkarriere ausschließlich in Inszenierungen seines Vaters. 
In dem gefühligen Melodram Ihr Junge verkörperte er den Titelhelden, für den sich seine Mutter (gespielt von Fehers tatsächlicher Mutter) aufzuopfern versucht und doch an den widrigen Umständen scheitert. In Gehetzte Menschen, wie Ihr Junge eine deutsch-tschechische Gemeinschaftsproduktion, war Feher der Sohn eines südfranzösischen Tischlermeisters, der zu Unrecht wegen Mordes verurteilt worden ist. Und in Räubersymphonie überzeugte Hans Feher als durch die Lande ziehender Musiker-Junge Giannino, der auf ein Walzenklavier aufpassen soll und dabei nebenbei eine Räuberbande überlistet.
Feher folgte seinen Eltern 1933 ins Exil, zunächst nach England, dann, im Juli 1937, in die USA. Dort nannte er sich John Anthony Feher. Am 22. November 1946 wurde er eingebürgert. Vor die Kamera trat der zuletzt in der Filmmetropole Los Angeles ansässige Feher nicht mehr. Welchem Beruf er dort als Erwachsener nachging ist ebenso unbekannt wie der Grund für seinen frühen Tod im Alter von nur 35 Jahren.

## Filmografie
- 1931: Ihr Junge / ČSR-Version: Kdyz struny lkaji
- 1932: Gehetzte Menschen / ČSR-Version: Stvani lidé
- 1936: Räubersymphonie (The Robber Symphony)